# Rapateaceae
Las rapatáceas (nombre científico Rapateaceae) forman una familia de plantas monocotiledóneas que se encuentran principalmente en zonas tropicales de Sudamérica, con una sola especie en el oeste de África. Son hierbas en roseta, con rizoma, que pueden alcanzar tamaños enormes, con inflorescencias capitadas al final de un escapo, las flores son grandes, conspicuas, con sépalos, pétalos, y 6 estambres, la dehiscencia de las anteras es por poros (poricida). La familia fue reconocida por sistemas de clasificación modernos como el sistema de clasificación APG III (2009) y el APWeb (2001 en adelante), en los que la familia es un clado bastante basal de Poales, divergiendo del resto de las familias luego del desprendimiento de [Typhaceae + Bromeliaceae]. Se pueden distinguir 3 subfamilias: Rapateoideae, Monotremoideae, y Saxofridericioideae.

## Filogenia
Debido a sus caracteres morfológicos muchos autores la compararon con Xyridaceae (como Cronquist 1981, Dahlgren et al. 1985), pero hoy en día está clara su posición como hermana del clado que contiene a todas las Poales salvo Typhaceae y Bromeliaceae (es decir, Xyridaceae, Cyperaceae, Poaceae y familias afines); lo que indica que sus parecidos son Xyridaceae con paralelismos. En algunos análisis Rapateaceae llegó a aparecer como hermana de los demás Poales (por ejemplo en Davis et al. 2004), pero el apoyo era muy bajo. Rapateaceae tiene una distribución muy particular: se encuentra en áreas aisladas de Sudamérica y el oeste de África, esta distribución se asemeja a la de Bromeliaceae y a la de Xyridaceae. Bromeliaceae y Rapateaceae poseen nectarios septales.

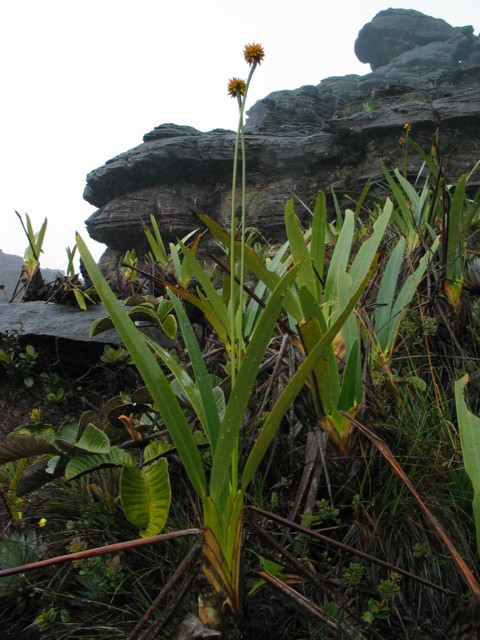
Stegolepis guianensis.

## Taxonomía
La familia fue reconocida por el APG III (2009), el Linear APG III (2009) le asignó el número de familia 93. La familia ya había sido reconocida por el APG II (2003).
La lista de géneros, según el APWeb (visitado en enero del 2009):
- Amphiphyllum Gleason
- Cephalostemon R.H.Schomb.
- Duckea Maguire
- Epidryos Maguire
- Epiphyton Maguire (SUH) =  Epidryos Maguire
- Guacamaya Maguire
- Kunhardtia Maguire
- Marahuacaea Maguire
- Maschalocephalus Gilg & K.Schum.
- Monotrema Korn.
- Phelpsiella Maguire
- Potarophytum Sandwith
- Rapatea Aubl.
- Saxofridericia R.H.Schomb.
- Schoenocephalium Seub.
- Spathanthus Desv.
- Stegolepis Klotzsch ex Korn.
- Windsorina Gleason